# Dichromodes icelodes
Dichromodes icelodes är en fjärilsart som beskrevs av Turner 1930. Dichromodes icelodes ingår i släktet Dichromodes och familjen mätare. Inga underarter finns listade i Catalogue of Life.